# جبل عتاقة
جبل عتاقة هو أحد جبال مصر، ويقع بين محافظتي السويس والبحر الأحمر وهو عبارة عن سلسلة جبلية تطل على الضفة الغربية لبداية ذراع خليج السويس في البحر الأحمر والطرف الجنوبي لمجرى قناة السويس الملاحي ويشرف على مدينة السويس وطريق ميناء الأدبية ووادى حجول. وتتولى إدارته محافظة السويس. ويرتفع 800 م عن سطح البحر ويطل على مصانع تستخدم موارد جبل عتاقه في وادي حجول كما تسقط الثلوج فوق هذا الجبل شتاء كما في جميع جبال مصر.

## المشروعات حول جبل عتاقه
المنطقة حول الجبل حى صناعي يوجد به بعض الشركات الصناعية كما يقع في نطاقه مشروع تنمية شمال خليج السويس والذي يعتبر أحد المشروعات التنموية. ويمثل حى عتاقة 89% من مساحة المحافظة حيث تبلغ مساحته 8827.878 كم2، تلك المساحة التي تناسبت عكسيا مع عدد السكان والبالغ 27340 نسمة. فنار أبو الدرج من الجنوب وقناة السويس من الشرق والحدائق وجنيفة والبحيرات من الشمال.

## الأهمية العسكرية
من الناحية العسكرية والإستراتيجية يقع في نطاق عمليات الجيش الثالث الميدانى.

## معركة جبل عتاقه
تعتبر معركة جبل عتاقة من سلسلة معارك ثغرة الدفرسوار التي دارت خلال حرب أكتوبر مهمة حيث حجبت معركة السويس يوم 24 أكتوبر 1973 الرئيسية الكبرى كل الأضواء عن هذه المعركة.
تبدأ قصة هذه المعركة بعد إتساع مجال معارك الثغرة وما بعد وقف إطلاق النار الأول يوم 22 أكتوبر 1973 الذي لم تلتزم به إسرائيل من اجل تحسين وضعها العسكرى المتردى على الجبهة المصرية وذلك بأن سعت إلى حصار الجيش المصرى الثالث المرابط في سيناء بالضفة الشرقية وعزله عن قيادته وخطوط إمداده ومواصلاته في غرب القناة توطئة لإعلان استسلامه أو القضاء عليه بعد احتلال مدينة السويس من ناحية أخرى.